# Cloé Lacasse
Cloé Zoé Eyja Lacasse (Sudbury, 7 de juliol de 1993) és una jugadora de futbol professional canadenca que juga com a davantera a l'Arsenal de la FA Women's Super League i a la selecció del Canadà.

## Primers anys
Lacasse va començar a jugar a futbol als cinc anys amb els canadencs de Sudbury abans de passar al Brampton Brams United el 2010. Va ajudar el seu equip de secundària amb el campionat provincial OFSAA dues vegades. En la seva joventut, va formar la selecció nacional de taekwondo, on és cinturó negre, abans de decidir centrar-se únicament en el futbol als 12 anys.

## Carrera universitària
Lacasse va començar a assistir a la Universitat d'Iowa, on va jugar a l'equip de futbol femení amb una beca. En la seva temporada de primer any el 2011, va liderar l'equip en marcar 12 gols, apareixent en els 20 partits de l'equip, també va ser nomenada Big Ten Freshman de la setmana dues vegades, i va ser nomenada la jugadora ofensiva més valuosa de l'equip i al Big Ten All Freshman Team. El 2012, va ser nomenada al segon equip de la NSCAA All-Great Lakes Region i va ser una de les guanyadores del premi compartit a la Jugadora més valuosa d'Iowa i va tornar a ser nomenada Jugadora ofensiva de l'any de l'equip. El 2013, va formar part d'una selecció del segon equip All-Big Ten i una selecció del segon equip de la NSCAA All-Great Lakes Region. A la seva temporada sènior, va ser nomenada per al primer equip All Big Ten i també va ser part d'un primer equip NSCAA All-Great Lakes Region, el primer equip All-Big Ten, va ser nomenada per a l'equip Big Ten All-Tournament i MVP ofensiu d'Iowa per quarta temporada consecutiva. Lacasse va ser la màxima golejadora de l'escola durant les seves quatre temporades allà. Lacasse va acabar la seva carrera a Iowa empatat al rècord de l'escola amb 112 punts (43 gols i 26 assistències), mentre que ocupava el segon lloc de tots els temps amb 43 gols. També va acabar empatada a primera en remars (306) i segona en gols decisius (13) i assistències (26).

## Carrera del club
El 2012, va jugar amb el Toronto Lady Lynx a la USL W-League.
Després de rebre ofertes per jugar amb equips dels Estats Units i Europa, Lacasse va signar amb el club islandès ÍBV a l'Úrvalsdeild kvenna el 2015. El 2016 va guanyar la Copa de la Lliga i el 2017 va guanyar la Copa d'Islàndia amb l'ÍBV. El 2018, l'equip va ser subcampió de la Supercopa i va ser nomenada Jugadora de l'Any de l'IBV i va ser nomenada millor jugadora de la lliga pel diari Morgunblaðið.
Després de ser descoberta per un agent portuguès mentre jugava a Islàndia, Lacasse va signar un contracte de dos anys amb el juliol de 2019 amb el club portuguès Benfica al Campeonato Nacional Feminino. El 17 de novembre de 2021, es va convertir en la primera jugadora a marcar un gol per a un club portuguès a la fase de grups de la Lliga de Campions Femenina de la UEFA després de marcar el primer gol en la victòria per 2-1 sobre el BK Häcken FF. El 2021, va ampliar el seu contracte fins al 2024. Amb el Benfica, ha estat tres vegades guanyadora del Campeonato Nacional Feminino (2020-21, 2021-22, 2022-23), tres vegades guanyadora de la Taça da Liga (2020, 2021, 2022) i dues vegades de Supertaça de Portugal (2019, 2022). La temporada 2022-23, va ser votada millor jugadora de la lliga pel sindicat de jugadors.

## Carrera internacional
L'agost de 2012, va assistir a un camp d'entrenament amb l'equip sub-20 del Canadà per primera vegada, però no va arribar a la llista final de l'equip per als seus següents partits.
Després de rebre la ciutadania islandesa el juny de 2019, l'entrenador en cap de la selecció islandesa, Jón Þór Hauksson, va declarar que seria considerada per a una convocatòria per als propers partits de l'equip. Lacasse va sol·licitar a la FIFA i a la UEFA per ser elegible per representar Islàndia internacionalment, però, el juliol de 2020 es va confirmar que la seva sol·licitud va ser denegada, ja que es va decidir que no complia els requisits de residència de la FIFA per ser elegible per representar una nova associació nacional.
L'abril de 2021, va ser convocada al Canadà abans dels amistosos contra Anglaterra i Gal·les, però no va jugar en cap dels dos partits. Va debutar amb la selecció nacional el 27 de novembre de 2021 en un amistós contra Mèxic. Va marcar el seu primer gol amb la selecció el 6 d'octubre de 2022 en la victòria per 2-0 davant l'Argentina en un amistós.

## Estadístiques de carrera

### Club
A 7 de maig de 2023
| Club         | Temporada    | Lliga                        | Lliga   | Lliga | Copa    | Copa | League Cup | League Cup | Continental | Continental | Altres  | Altres | Total   | Total |
| Club         | Temporada    | Divisió                      | Partits | Gols  | Partits | Gols | Apps       | Goals      | Partits     | Gols        | Partits | Gols   | Partits | Gols  |
| ------------ | ------------ | ---------------------------- | ------- | ----- | ------- | ---- | ---------- | ---------- | ----------- | ----------- | ------- | ------ | ------- | ----- |
| ÍBV          | 2015         | Úrvalsdeild kvenna           | 17      | 7     | 2       | 2    | 3          | 1          | —           | —           | —       | —      | 22      | 10    |
| ÍBV          | 2016         | Úrvalsdeild kvenna           | 18      | 13    | 4       | 3    | 7          | 4          | —           | —           | —       | —      | 29      | 20    |
| ÍBV          | 2017         | Úrvalsdeild kvenna           | 15      | 13    | 4       | 3    | 6          | 3          | —           | —           | —       | —      | 25      | 19    |
| ÍBV          | 2018         | Úrvalsdeild kvenna           | 17      | 10    | 1       | 0    | 0          | 0          | —           | —           | 1       | 0      | 19      | 10    |
| ÍBV          | 2019         | Úrvalsdeild kvenna           | 12      | 11    | 1       | 1    | 5          | 2          | —           | —           | —       | —      | 18      | 14    |
| ÍBV          | Total        | Total                        | 79      | 54    | 12      | 9    | 22         | 10         | 0           | 0           | 1       | 0      | 113     | 73    |
| Benfica      | 2019–20      | Campeonato Nacional Feminino | 15      | 23    | 3       | 2    | 4          | 2          | —           | —           | 1       | 0      | 23      | 27    |
| Benfica      | 2020–21      | Campeonato Nacional Feminino | 22      | 16    | 3       | 3    | 0          | 0          | 4           | 1           | 0       | 0      | 29      | 20    |
| Benfica      | 2021–22      | Campeonato Nacional Feminino | 17      | 11    | 3       | 1    | 5          | 4          | 10          | 4           | 1       | 0      | 36      | 20    |
| Benfica      | 2022–23      | Campeonato Nacional Feminino | 20      | 20    | 5       | 3    | 4          | 2          | 10          | 7           | 2       | 1      | 41      | 33    |
| Benfica      | Total        | Total                        | 74      | 70    | 14      | 9    | 13         | 8          | 24          | 12          | 4       | 1      | 129     | 100   |
| Career total | Career total | Career total                 | 148     | 163   | 26      | 18   | 35         | 18         | 24          | 12          | 5       | 1      | 242     | 173   |

1. 1 2 3  Aparició/ns a la Supertaça de Portugal Feminina
2. 1 2 3  Aparició/ns a la Lliga de Campions Femenina de la UEFA

## Vida personal
El 2017, va declarar que estava treballant per sol·licitar la ciutadania islandesa, i va dir que seria un honor per a ella ser nomenada a la selecció islandesa. El juny de 2019, el Comitè d'Educació i Afers Judicials d'Islàndia va recomanar que s'aprovés la sol·licitud de Lacasse per obtenir la ciutadania islandesa. El 19 de juny de 2019 se li va concedir oficialment la ciutadania islandesa.

## Honors
ÍBV
- Copa d'Islàndia de futbol femení: 2017
- Copa de la Lliga Femenina A: 2016

Benfica
- Campeonato Nacional Feminino: 2020–21, 2021–22, 2022–23
- Taça da Liga Feminina: 2019–20, 2020–21, 2022–23
- Supertaça de Portugal Feminina: 2019, 2022

Individual
- Jugadora de l'any del Campeonato Nacional Feminino: 2022–23
- Bota d'Or del Campeonato Nacional Feminino: 2019–20